# Mariagers amt
Mariagers amt (danska: Mariager Amt), även känt som Mariagers klosters amt (danska: Mariager Kloster Amt), var ett amt i norra Danmark. Amtet omfattade Gislums härad, på den norra delen av halvön Jylland. Det hade gemensam amtman med Dronningborgs och Silkeborgs amt och administrerades från staden Randers, som trots att den inte ingick i amtet utgjorde residensstad.

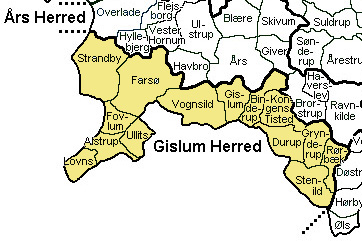
Karta över Gislums härad, som mellan 1662 och 1793 utgjorde Mariagers amt.

## Administrativ historik
Mariagers amt bildades när Danmarks län ersattes av amt 1662 och ersatte då det dåvarande slottslänet Mariagers län.
Amtet upphörde i samband med amtsreformen 1793 då det, tillsammans med Ålborghus amt och en del av Åstrups, Sejlstrups och Børglums amt (Kærs härad), blev en del av det då nybildade Ålborgs amt, som sedan i sin tur blev en del av Nordjyllands amt i samband med kommunreformen 1970. Sedan kommunreformen 2007 tillhör området Region Nordjylland.